# (100638) 1997 VS2
(100638) 1997 VS2 es un asteroide perteneciente al cinturón de asteroides descubierto el 1 de noviembre de 1997 por el equipo del Beijing Schmidt CCD Asteroid Program desde la Estación Xinglong, Hebei, China.

## Designación y nombre
Designado provisionalmente como 1997 VS2.

## Características orbitales
1997 VS2 está situado a una distancia media del Sol de 3,063 ua, pudiendo alejarse hasta 3,624 ua y acercarse hasta 2,503 ua. Su excentricidad es 0,182 y la inclinación orbital 7,807 grados. Emplea 1958,87 días en completar una órbita alrededor del Sol.

## Características físicas
La magnitud absoluta de 1997 VS2 es 14,7. 